# Primus-und-Felizian-Kirche
Primus-und-Felizian-Kirche ist der Name von Kirchen, die auf das Patrozinium der Brüder und Heiligen Primus und Felicianus geweiht wurden. Papst Theodor I. ließ in seiner Amtszeit (642–649) die Reliquien der Märtyrer aus den Katakomben an der Via Nomentana in die Kirche Santo Stefano Rotondo überführen. Dies gilt als erste Überführung von Reliquien in eine Kirche. 

## Österreich
Kärnten
- Pfarrkirche der Kirchenanlage Maria Wörth
- Filialkirche Preims in Wolfsberg
- Filialkirche in Klagenfurt am Wörthersee

Salzburg
- Preimskirche in Bad Gastein
- Buchbergkirche in Bischofshofen

Steiermark
- Pfarrkirche Predlitz

Tirol
- Pfarrkirche Fieberbrunn